# 萨鲁帕塔尔
萨鲁帕塔尔（Sarupathar），是印度阿萨姆邦Golaghat县的一个城镇。总人口9827（2001年）。

## 人口
该地2001年总人口9827人，其中男性5444人，女性4383人；0—6岁人口1103人，其中男610人，女493人；识字率80.57%，其中男性为83.80%，女性为76.57%。